# Southern Poverty Law Center
Het Southern Poverty Law Center (SPLC) is een Amerikaanse non-profitorganisatie die voor burgerrechten opkomt door te lobbyen en door het aanspannen of het voeren van de verdediging in relevante rechtszaken. Hierbij legt de organisatie de nadruk op burgerrechten van minderheden en minder bedeelden. De organisatie is gevestigd in Montgomery (Alabama) en staat vooral bekend om haar betrokkenheid bij rechtszaken tegen witte suprematische organisaties, haar systematische classificatie van haatgroepen en andere extremistische organisaties en voor het promoten van educatieve programma's die tolerantie bevorderen. Het centrum wordt gezien als een van de belangrijke invloeden die leidden tot een afname van de invloed van de Ku Klux Klan en andere extremistische groepen.
Het centrum is in 1971 opgericht door Morris Dees, Joseph J. Levin en Julian Bond als een juridische firma in Montgomery. In de jaren 1980 begon de organisatie met haar strategie om civiele rechtszaken aan te spannen namens slachtoffers van geweld door de Ku Klux Klan. Daarnaast was de organisatie betrokken in rechtszaken met betrekking tot burgerrechten, waarbij ze vocht tegen wat ze zag als institutioneel racisme en discriminatie, onmenselijke en ongrondwettelijke behandeling in gevangenissen, discriminatie op basis van seksuele voorkeur, mishandeling van illegale immigranten en de ongrondwettelijke vermenging van kerk en staat. De SPLC kwam in opspraak in 2019 toen ze door (oud)werknemers beschuldigd werd van gender- en raciale discriminatie en een toxische werkcultuur.

## Haatgroepen en extremistische organisaties
Ook sinds de jaren 1980 documenteert en classificeert het centrum systematisch haatgroepen en extremistische organisaties. De SPLC lijst wordt door sommigen gezien als een betrouwbare bron en wordt soms aangehaald in academische en journalistieke publicaties. Anderen bekritiseren de SPLC omdat deze een twijfelachtige definitie van haat zou gebruiken, om zo de brede conservatieve beweging in diskrediet te brengen. In het verleden heeft de SPLC mensen en bewegingen ten onrechte als extremist bestempeld. De SPLC heeft hier in de voorbije jaren meerdere malen excuses voor aangeboden en schadevergoedingen uitbetaald.
Sommige critici verwijzen ernaar dat SPLC sommige links-extremistische bewegingen niet op de lijst opneemt. SPLC gaf zelf aan prioriteit te geven aan de extreemrechtse groepen omdat de organisatie die bedreigender vindt voor de democratie.